# Jacob Tol (priester)
Jacob Tol (Edam, 18 oktober 1914 – Antwerpen, 3 juli 2006) beter gekend als Jaap Tol, was een Nederlandse priester en de eerste pastoor van de Heilige Lodewijk van Montfortkerk te Deurne bij Antwerpen.
Jacob Tol was de oudste zoon van visventer Cornelis Tol en Aaltje De Boer. Het gezin bestond uit zeven kinderen.
Hij volgde theologie aan het seminarie van Mechelen waarna hij tot priester gewijd werd op 18 augustus 1941 te Teteringen in het bisdom Breda, vervolgens werd hij kapelaan werd in Bijlmermeer. In 1945 verhuisde hij naar de Sint-Rochus parochie te Deurne, waar hij op 20 september onderpastoor werd, als opvolger van Antoon Aarts. Vanwege de groei van de parochie en binnen het project Domus Dei om het aantal kerken te vermeerderen, werd de kapelanij Montfort in De Sevillastraat te Deurne opgericht en daar werd Tol kapelaan. Op zondag 21 december 1958 had de inhuldiging van de Heilige Lodewijk van Montfortkapel plaats door Mgr. Schoenmakers, hulpbisschop van Mechelen. Jaap Tol droeg er de eerste eucharistieviering op: de nachtwake voor Kerstmis 1958. In 1963 werd de kapel een kerk en werd Tol de eerste pastoor en bezieler van deze nieuwe onafhankelijke parochie. Hij bleef er pastoor tot hij op rust ging op 31 oktober 1989. Op 3 juli 2006 overleed hij te Antwerpen en werd hij bijgezet in het pastoorsgraf op de begraafplaats Sint-Vincentiuskerk te Volendam.
Hij was proost van de Jongensbond Sint-Rochus van 1946 tot 1957, van de Madeliefjes Sint-Rochus van 1946 tot 1961 en aalmoezenier van verschillende Deurnese verenigingen.